# Eleutherodactylus adelus
Espèce
Statut de conservation UICN

 EN B1ab(iii) : En danger
Eleutherodactylus adelus est une espèce d'amphibiens de la famille des Eleutherodactylidae.

## Répartition
Cette espèce est endémique de la province de Pinar del Río à Cuba. Elle se rencontre à Alturas de Pizarras del Sur de 130 à 170 m d'altitude.

## Description
Le mâle mesure 11,4 mm et la femelle 14,5 mm

## Publication originale
- Díaz, Cadiz & Hedges, 2003, « A New Grass Frog from Pine Forests of Western Cuba, and Description of Acoustic and Pattern Variation in Eleutherodactylus varleyi (Amphibia: Leptodactylidae) », Caribbean Journal of Science, vol. 39, no 2, p. 176–188 (texte intégral).